# Matthew Bugg
Matthew Bugg (nascido em 25 de fevereiro de 1981) é um velejador paralímpico australiano. Foi aos Jogos Paralímpicos de Verão de 2016, onde conquistou a medalha de prata, na classe 2.4mR. Também disputou os Jogos Paralímpicos de 2012 em Londres. Foi medalha de bronze no Campeonato Mundial da IFDS (Fundação Internacional de Vela Adaptada), em 2015 e 2016.